# Termitoonops bouilloni
Termitoonops bouilloni är en spindelart som beskrevs av Benoit 1964. Termitoonops bouilloni ingår i släktet Termitoonops och familjen dansspindlar.
Artens utbredningsområde är Kongo. Inga underarter finns listade i Catalogue of Life.